# Seven de Dubái 2007
El Seven de Dubái de 2007 fue la octava edición del torneo de rugby 7 y el primer torneo de la temporada 2007-08 de la Serie Mundial Masculina de Rugby 7.
Se disputó en la instalaciones del Dubai Exiles Rugby Ground.

## Fase de grupos

### Grupo A
| Equipo        | Encuentros | Encuentros | Encuentros | Encuentros | Tantos  | Tantos    | Tantos     | Puntos |
| Equipo        | jugados    | ganados    | empatados  | perdidos   | a favor | en contra | diferencia | Puntos |
| ------------- | ---------- | ---------- | ---------- | ---------- | ------- | --------- | ---------- | ------ |
| Nueva Zelanda | 3          | 3          | 0          | 0          | 126     | 24        | 102        | 9      |
| Escocia       | 3          | 2          | 0          | 1          | 49      | 58        | -9         | 7      |
| Francia       | 3          | 1          | 0          | 2          | 57      | 38        | 19         | 5      |
| Golfo Pérsico | 3          | 0          | 0          | 3          | 5       | 117       | -112       | 3      |

Nota: Se otorgan 3 puntos al equipo que gane un partido, 2 al que empate y 1 al que pierda

### Grupo B
| Equipo    | Encuentros | Encuentros | Encuentros | Encuentros | Tantos  | Tantos    | Tantos     | Puntos |
| Equipo    | jugados    | ganados    | empatados  | perdidos   | a favor | en contra | diferencia | Puntos |
| --------- | ---------- | ---------- | ---------- | ---------- | ------- | --------- | ---------- | ------ |
| Fiyi      | 3          | 3          | 0          | 0          | 111     | 36        | 75         | 9      |
| Argentina | 3          | 2          | 0          | 1          | 50      | 50        | 0          | 7      |
| Australia | 3          | 1          | 0          | 2          | 52      | 86        | -34        | 5      |
| Zimbabue  | 3          | 0          | 0          | 3          | 33      | 74        | -41        | 3      |

### Grupo C
| Equipo         | Encuentros | Encuentros | Encuentros | Encuentros | Tantos  | Tantos    | Tantos     | Puntos |
| Equipo         | jugados    | ganados    | empatados  | perdidos   | a favor | en contra | diferencia | Puntos |
| -------------- | ---------- | ---------- | ---------- | ---------- | ------- | --------- | ---------- | ------ |
| Samoa          | 3          | 3          | 0          | 0          | 72      | 33        | 39         | 9      |
| Kenia          | 3          | 2          | 0          | 1          | 45      | 43        | 2          | 7      |
| Gales          | 3          | 1          | 0          | 2          | 48      | 40        | 8          | 5      |
| Estados Unidos | 3          | 0          | 0          | 3          | 14      | 63        | -49        | 3      |

### Grupo D
| Equipo     | Encuentros | Encuentros | Encuentros | Encuentros | Tantos  | Tantos    | Tantos     | Puntos |
| Equipo     | jugados    | ganados    | empatados  | perdidos   | a favor | en contra | diferencia | Puntos |
| ---------- | ---------- | ---------- | ---------- | ---------- | ------- | --------- | ---------- | ------ |
| Sudáfrica  | 3          | 3          | 0          | 0          | 95      | 15        | 80         | 9      |
| Inglaterra | 3          | 1          | 1          | 1          | 61      | 58        | 3          | 6      |
| Canadá     | 3          | 1          | 1          | 1          | 53      | 74        | -21        | 6      |
| Túnez      | 3          | 0          | 0          | 3          | 31      | 93        | -62        | 3      |

## Fase Final

### Cuartos de final
| 1 de diciembre | Nueva Zelanda | 40 - 7 | Argentina |  |  |

| 1 de diciembre | Sudáfrica | 17 - 15 | Kenia |  |  |

| 1 de diciembre | Samoa | 19 - 26 | Inglaterra |  |  |

| 1 de diciembre | Fiyi | 28 - 5 | Escocia |  |  |

### Semifinal
| 1 de diciembre | Nueva Zelanda | 12 - 7 | Sudáfrica |  |  |

| 1 de diciembre | Inglaterra | 21 - 22 | Fiyi |  |  |

### Final
| 1 de diciembre | Nueva Zelanda | 31 - 21 | Fiyi |  |  |

| Bandera de Nueva Zelanda |
| Campeón Nueva Zelanda    |
| 1º título del circuito   |